# Bat Galim

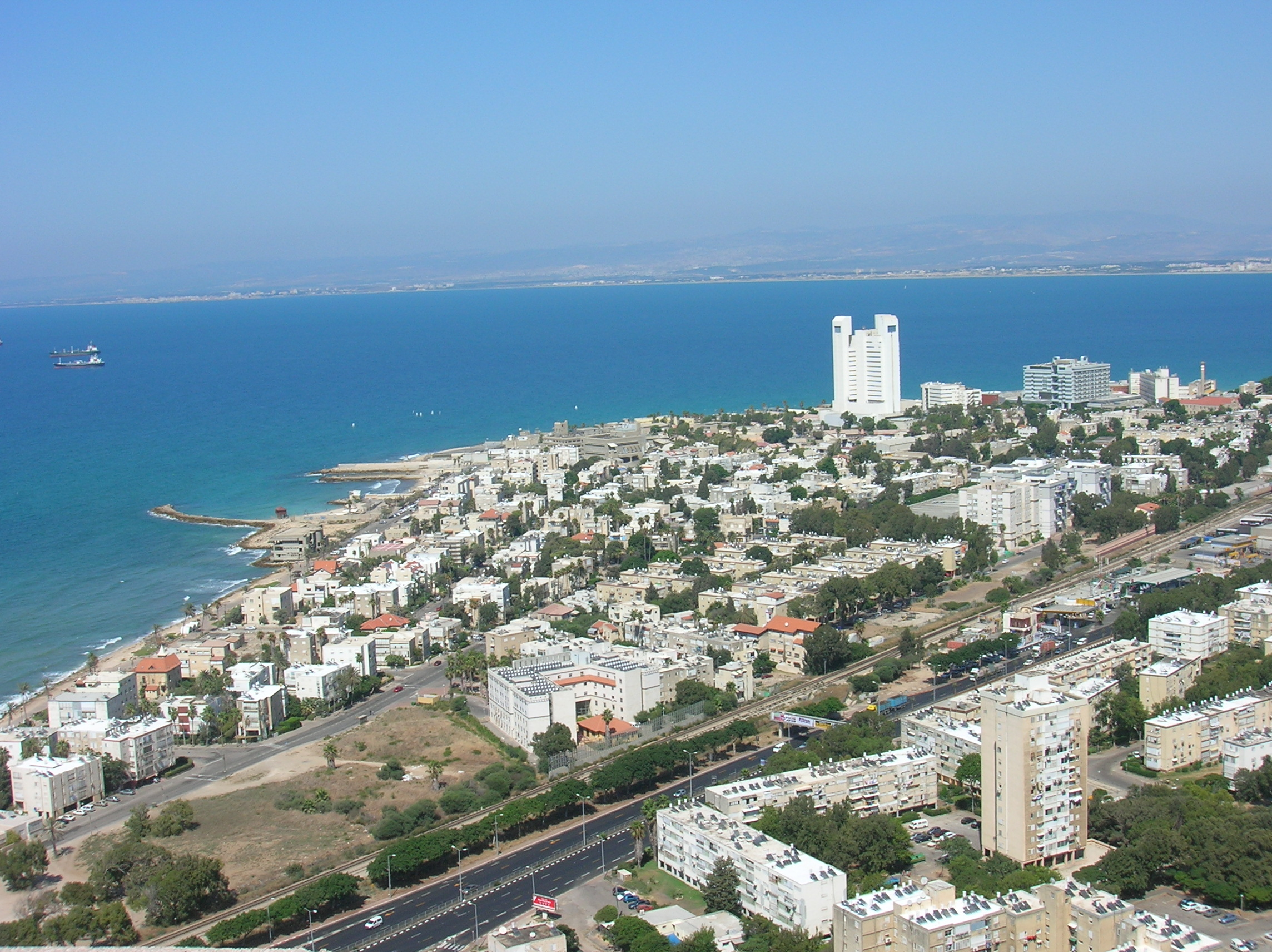
Vista de Bat Galim

Bat Galim (en hebreo: בת גלים‎, lit. Hija de las olas) es un barrio de Haifa, Israel, localizado a los pies del Monte Carmelo en las costas del mar Mediterráneo. Bat Galim es conocido por sus paseos marítimos y sus arenosas playas. 

## Historia
Bat Galim fue el primer punto de asentamiento judío en el moderno Haifa. El barrio fue establecido en la década de 1920 como un jardín suburbano para viviendas particulares diseñadas por el arquitecto Bauhaus, Richard Kaufmann. Durante el Mandato Británico, Bat Galim fue el centro de entretenimientos de Haifa. El Casino, un edificio de referencia en el paseo marítimo Bat Galim, que hospedaba un café frecuentado por oficiales británicos, aunque nunca fue utilizado para el juego. También fue el centro de deportes acuáticos en el país, y una piscina de natación fue construida allí.

## Monumentos

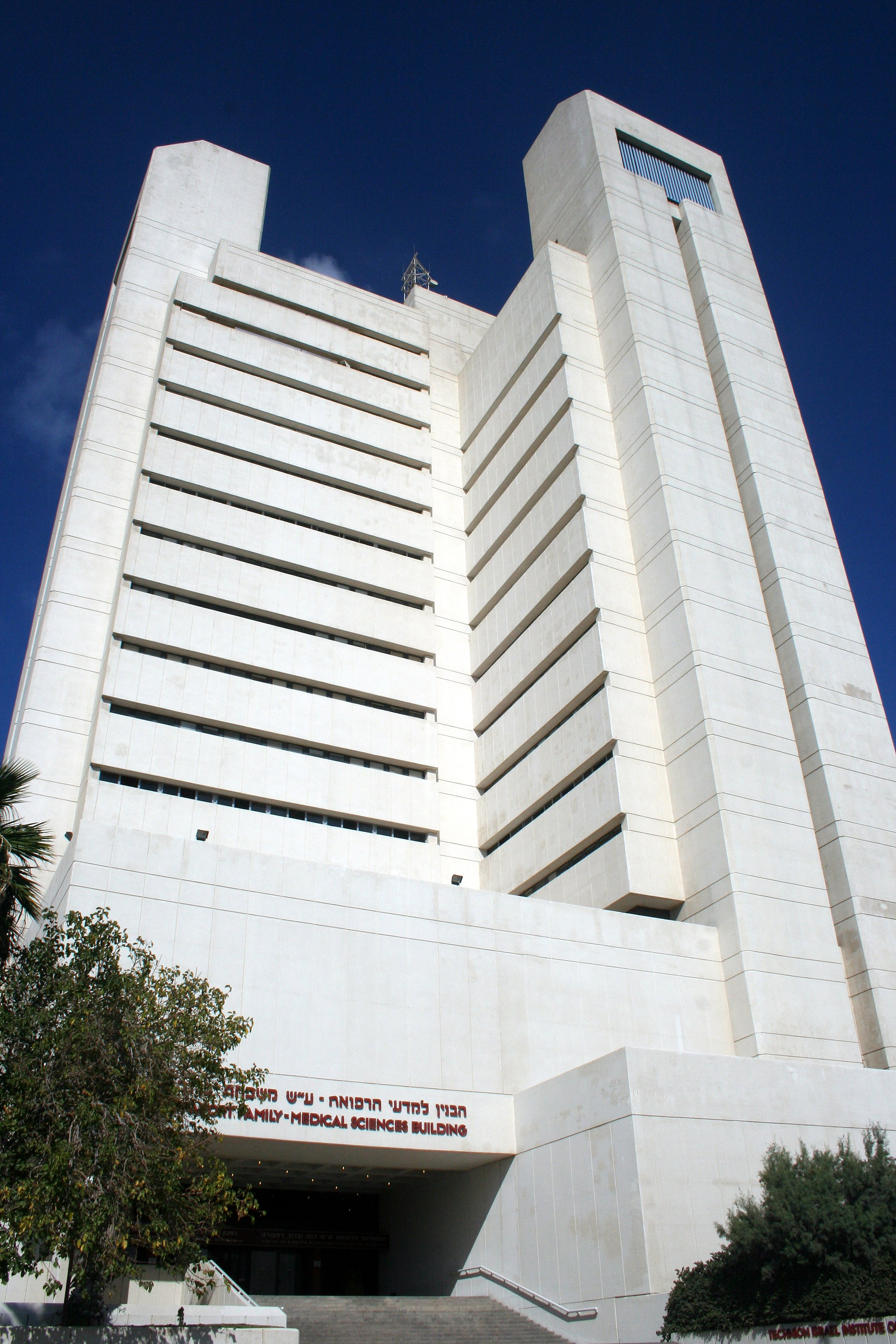
Facultad de Medicina Rappaport

El Centro Médico Rambam, La Facultad de Medicina del Technion y el  Instituto de la Familia Rappaport de Investigación en las Ciencias Médicas están situados en el norte de Bat Galim, cerca de la costa. La estación de ferrocarril Haifa Bat Galim esta a servicio de Bat Galim y los barrios cercanos. Bat Galim es la estación inferior del Teleférico de Haifa, en su trayecto desde Stella Maris